# كورين
كورين قرية سورية تتبع ناحية مركز أريحا في منطقة أريحا في محافظة إدلب. بلغ عدد سكانها 5,488 نسمة في عام 2004 حسب إحصاء المكتب المركزي للإحصاء.